# Centre de radiodiffusion Biagio Agnes
 (décembre 2019).
Si vous disposez d'ouvrages ou d'articles de référence ou si vous connaissez des sites web de qualité traitant du thème abordé ici, merci de compléter l'article en donnant les références utiles à sa vérifiabilité et en les liant à la section « Notes et références ».
Le Centre de radiodiffusion Biagio Agnes, ou Centre de Production Rai de Saxa Rubra (en italien Centro radiotelevisivo Biagio Agnes ou Centro di produzione Rai di Saxa Rubra) est situé à Rome.

## Histoire
Le centre de Production Rai de Saxa Rubra a été construit entre 1987 et 1992 par l'architecte Roberto Panella. Il est situé au Largo Villy de Luca, dans le quartier de Saxa Rubra à Rome (Municipio XV). Il a été inauguré le 5 juin 1990, pour la coupe du monde de football de 1990.
En 1993, cet organisme devait jouer un rôle important dans le projet de coup d'État fomenté par le pilote de l'ATI, Giovanni Marra et ses complices, mais le plan n'a jamais été mis en œuvre.
Après la mort du journaliste Biagio Agnes (it) (1928-2011), le centre de production a pris son nom.

## Émissions

### Émissions nationales
- TG1
- TG2
- TG3
- Rai News24
- Il caffè di Raiuno
- Unomattina
- Unomattina estate
- Buongiorno benessere
- Storie italiane
- Quelle brave ragazze
- TuttoChiaro
- Buono a sapersi
- Io e te
- La vita in diretta Estate
- A sua immagine
- Opera aperta
- TG Rai Parlamento
- XXIII edizione dei Giochi olimpici invernali (studio Italia)
- Dribbling
- Sorteggio UEFA EURO 2020 fase finale (studio Italia)
- 90º minuto Serie B
- TG Sport Sera
- TG Sport della domenica
- 90º minuto
- L'altra DS
- C siamo
- Zona 11 pm
- Calcio & mercato
- Mese azzurro
- Zona B
- 90º minuto del sabato
- Rai SportSpeciale TG Sport - Speciale campionato
- TG Sport Notte
- Stracult live show
- Agorà
- Agorà Estate
- Il sabato di Tutta salute
- Mi manda Raitre
- L'Italia con Voi
- Tutta salute
- Quante storie
- Kilimangiaro
- Cartabianca
- Ogni cosa è illuminata
- L'altra DS
- TG Sport
- Studio sci
- Biliardo: Campionato Mondiale Professionisti 2019 studio

### Émissions régionales
- TGR Lazio : toute l'actualité régionale diffusée chaque jour de 14h00 à 14h20, 19h30 à 19h55 et 00h10
- TGR Meteo : météo régionale, remplacé par Rai Meteo Regionale le 3 juin 2018
- Buongiorno Regione (en français « Bonjour Région ») : toute l'actualité régionale diffusée chaque jour du lundi au vendredi de 7h30 à 8h00 ; n'est pas diffusé en été.